# Miss Gingersnap
Miss Gingersnap è un cortometraggio muto del 1919 diretto da William Bertram.

## Produzione
Il film fu prodotto dalla Diando Film Corporation.

## Distribuzione
Distribuito dalla Pathé Exchange, il film - un cortometraggio in due bobine - uscì nelle sale cinematografiche USA il 23 novembre 1919. La Pathé Frères lo distribuì in Francia il 23 luglio 1920 con il titolo La Nièce à héritage.